# 勒梅尼勒欧祖夫
勒梅尼勒欧祖夫（法語：Le Mesnil-Auzouf，法語發音：[lə menil ozuf] ⓘ）是法国卡尔瓦多斯省的一个旧市镇，属于维尔区。2017年，勒梅尼勒欧祖夫与市镇瑞尔克合并为新市镇谢讷河畔迪亚朗。

## 地理
勒梅尼勒欧祖夫（48°58'48"N, 0°45'8"W）面积9.24 平方千米，位于法国诺曼底大区卡爾瓦多斯省，该省份为法国西北部沿海省份，北濒大西洋英吉利海峡，东北与滨海塞纳省以海上边界相接，东临厄尔省，南至奧恩省，西与芒什省接壤。
与勒梅尼勒欧祖夫接壤的市镇（或旧市镇、城区）包括：布雷穆瓦、瑞尔克、蒙塔米、蒙绍韦、翁德方丹、当武-拉费里耶尔。
勒梅尼勒欧祖夫的时区为UTC+01:00、UTC+02:00（夏令时）。

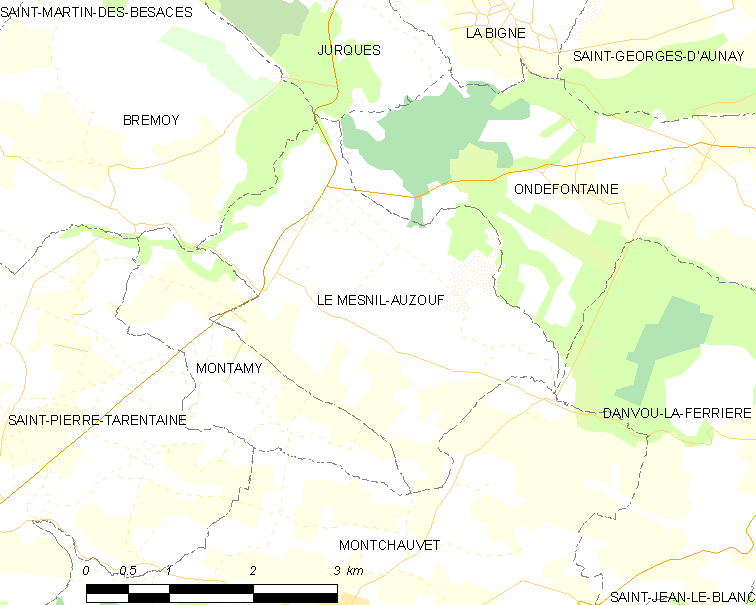
勒梅尼勒欧祖夫的OSM定位图

## 行政
勒梅尼勒欧祖夫的邮政编码为14260，INSEE市镇编码为14413。

## 政治
勒梅尼勒欧祖夫所属的省级选区为莱蒙多奈县。

## 人口

1962-2008年间勒梅尼勒欧祖夫人口变化图示

勒梅尼勒欧祖夫于2018年1月1日时的人口数量为362人。